# جورج هيلير
جورج هيلير هو سياسي أمريكي، ولد في 17 مارس 1835 في أثينا في الولايات المتحدة، وتوفي في 2 أكتوبر 1927 في أتلانتا في الولايات المتحدة. نشط حزبياً في الحزب الديمقراطي. وقد انتخب عضو مجلس نواب جورجيا ‏.